# Чемпионат мира по современному пятиборью среди женщин 1986
VI Чемпионат мира по современному пятиборью среди женщин проводился в Монтекатини  Италия с 6 по 10 августа 1986 года.
В Монтекатини чемпионат имел ряд организационных особенностей, но в историю пятиборья он вошёл прежде всего своим драматическим финалом.
Что касается организации, то здесь прошли единственные в практике чемпионатов соревнования трёх групп участников: мужчин, юниоров и женщин в количестве — 159 человек (66 мужчин, 45 юниоров, 48 женщин). Осложняло ситуацию и то обстоятельство, что соревнования проводились в 25—40 км от места проживания спортсменов и, по сути, большую часть свободного от соревнований времени они проводили в пути. Если к этому прибавить тропическую жару, которая стояла в дни проведения соревнований, турниры, длившиеся с раннего утра до поздней ночи, то станет ясно, какие трудности испытывали пятиборцы. По общему мнению участников, совмещение трёх первенств не было удачным решением, и УИПМБ пришлось пересмотреть его, чтобы впредь исключить подобную практику.

## Команда СССР
Сборная СССР прибыла на чемпионат в следующем составе: Ирина Киселева, Татьяна Чернецкая, Светлана Яковлева (все Вооруженные Силы, Москва) и запасная Жанна Горленко (Гомель, Белорусская ССР). К сожалению не смогла приехать талантливая 16-летняя Марина Наумова, которая заняла 11 место на Играх Доброй Воли и завоевала бронзовую медаль Чемпионата СССР. Наумова была выведена из состава команды за нарушения спортивной дисциплины на Играх Доброй Воли и в связи с этим ей не было присвоено звание «Мастер спорта СССР».

## Скандал. Допинг. Дисквалификация
«Беспрецедентный скандал в пятиборье» — так была озаглавлена статья в одной из центральных газет Венгрии.
В ней сообщалось, что уже после того, как отзвучали гимны стран-победительниц, пришло известие, что 12 участников чемпионата мира в Монтекатини изобличены в применении допинга.
Среди взрослых: М. Донов (Болгария, 37-е место), С. Дриггс (США, 56-е место), А. Старостин (СССР, 1-е место). Среди юниоров: В. Илиев (Болгария, 1-е место), О. Плаксин (СССР, 2-е место), Кусмьэрж (Польша, 8-е место), Ковалевский (Польша, 17-е место), Амброзев (СССР, 18-е место), Валев (Болгария, 37-е место). Среди женщин: Т. Чернецкая (СССР, 3-е место), С. Яковлева (СССР, 4-е место), Л. Норвуд (США, 12-е место).
По итогам данных допингового анализа УИПМБ принял решение отстранить вышеназванных пятиборцев от международных соревнований на 30 месяцев и аннулировать их результаты на XXIX чемпионате мира.
В конечном итоге чемпионом мира среди мужчин назвали Карло Массулло (Италия), а обладателями 2-го и 3-го мест — Даниэле Масала (Италия) и Лайош Доби (Венгрия).
Соответственно произошли изменения в турнирной таблице соревнований у женщин и юниоров.

## Результаты

### Женщины
| Дисциплина           | Золото                                                   | Серебро                                    | Бронза                                                  |
| Индивидуальный зачёт | СССР · Ирина Киселева                                    | Франция · Софи Морессе                     | ФРГ · Сабина Крапф                                      |
| Командный зачёт      | Франция · Софи Морессе · Каролин Делемер · Н. Хугеншмитт | ФРГ · Сабина Крапф · К. Кронинг · Т. Майер | Италия · Ф. Алекссандрини · Б. Бокколари · Л. Романьоли |

## Распределение наград
| Место | Страна  | Золото | Серебро | Бронза | Всего |
| ----- | ------- | ------ | ------- | ------ | ----- |
| 1     | Франция | 1      | 1       | 0      | 2     |
| 2     | СССР    | 1      | 0       | 0      | 1     |
| 3     | ФРГ     | 0      | 1       | 1      | 2     |
| 4     | Италия  | 0      | 0       | 1      | 1     |
| Сумма | Сумма   | 2      | 2       | 2      | 6     |